# Метка избирателя

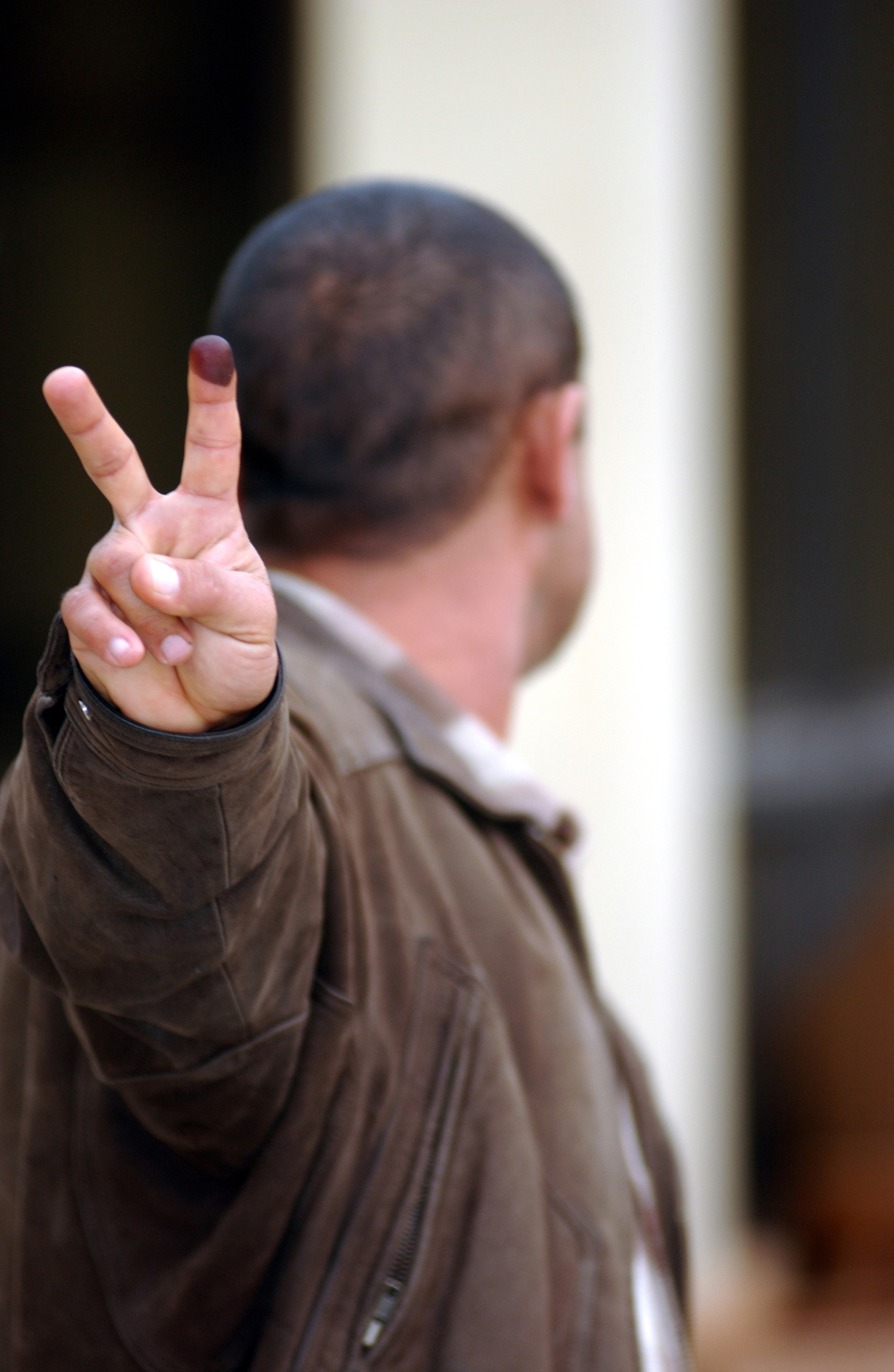
Анонимный избиратель показывает помеченный палец во время иракских выборов 2005 года.

Метка избирателя, избирательные чернила, нестираемые чернила или фосфорные чернила — полупостоянные чернила или иной краситель, наносимый, как правило, на указательный палец во время выборов для того, чтобы не допустить фальсификации через двойное голосование и подобные нарушения. Это эффективный способ для стран, где удостоверяющие личность документы для граждан не стандартизированы или необязательны. В метках избирателя используется нитрат серебра, чрезмерное воздействие которого может вызвать аргироз.

## История
Во время первых выборов в Индии избирательная комиссия столкнулась с одной из самых больших проблем: кражей личности. Для защиты от двойного голосования комиссия обратилась к национальной физической лаборатории Индии и команде учёных во главе с доктором М. Л. Гоэль из химического общества с просьбой сделать чернила для защиты интересов индийского населения. Правительство Индии начало использовать несмываемые чернила на третьих выборах и использует их вплоть до сегодняшнего дня. Кроме того, индийское правительство экспортирует чернила во многие развивающиеся страны. Наиболее распространённая формула меток избирателя была изобретена Филиберто Васкес Давилой, мексиканским биохимиком.

## Использование
Метка избирателя используется в качестве эффективной охранной меры для предотвращения двойного голосования на выборах. Метку обычно наносят на указательный палец левой руки, в частности на кутикулу, откуда метку практически невозможно быстро стереть. Метки могут наноситься по-разному, в зависимости от обстоятельств и предпочтений. Наиболее распространены методы нанесения с помощью погружения в бутылку с губкой, с помощью кисточек, спреев и маркеров. Для всех способов метке сначала следует дать высохнуть 15-30 секунд и подвергнуть воздействию света, а затем проверить, что метка не стирается и остаётся видимой.

## Состав
Метка избирателя, как правило, содержит пигмент для мгновенного обнаружения проголосовавшего: нитрат серебра, который окрашивает кожу при воздействии ультрафиолета, оставляя след, который невозможно смыть, и который удаляется только после обновления внешних клеток кожи. Отраслевой стандарт меток избирателя содержит 10%, 14% или 18% раствора нитрата серебра в зависимости от времени, когда метка должна быть видна. Хотя метки избирателя обычно делают на водной основе, иногда они содержат растворители, например, спирты, для ускорения процесса испарения, особенно при погружении в бутыль, в которой также может находиться биоцид, предотвращающий распространение бактерий от избирателя к избирателю.

## Долговечность метки
Метка избирателя обычно остаётся на коже в течение 72-96 часов, на ногтях и кутикулах она остаётся на 2-4 недели. Метки избирателя в Индии ставятся на ту область кутикулы, что исчезает лишь по мере роста нового ногтя, при этом процесс исчезновения пятна может занять до 4 месяцев. Метка с концентрацией нитрата серебра выше 18% не оказывает эффекта на срок жизни пятна, а ещё более концентрированные растворы нитрата серебра не оказывают большей светочувствительной реакции на живые клетки кожи. Это означает, что метка исчезает с ростом новой кожи. Нитрат серебра является раздражителем и часто становится вреден в растворах с его содержанием в 25% и выше, даже несмотря на его использование в таких концентрациях в качестве эффективного прижигающего средства при лечении ринита. На концентрации в 25% нитрат серебра также начнёт выпадать в осадок, в зависимости от среды образуя мелкие кристаллы, которые также могут вызвать раздражение на коже, и постепенно понижать концентрат раствора нитрата серебра до 18%.

## Цвет
Метка избирателя традиционно делается фиолетового цвета, а после начала светочувствительной реакции она становится чёрной или коричневой. Однако для суринамских выборов 2005 года фиолетовый цвет заменили оранжевым, метка от которого, как выяснилось, держится тот же срок, и более привлекательна для избирателей, напоминая национальные цвета.

## Эффективность
Маркеры наиболее эффективно используют чернила: один 5-миллилитровый фломастер в состоянии отметить 600 человек. Однако чаще предпочитают погружение в бутылку несмотря на то, что бутыль в 100 мл может промаркировать только 1000 человек. Окунание может оставить более объёмное пятно, чуть повышая долговечность (в зависимости от содержания нитрата серебра), чем пометка маркерами, однако маркеры стоят намного дешевле, и их легче транспортировать, что значительно сокращает расходы организаторов выборов, в особенности когда пятна должны гарантированно держаться от 3 до 5 дней. При правильном применении маркеры оставляют гораздо меньшее пятно, что предпочтительнее для избирателя.

## Споры
Во время афганских президентских выборов 2004 года обвинения в фальсификации результатов строились вокруг использования несмываемых чернил, которые, как многие утверждали, легко смывались. Избирательная комиссия решила использовать более эффективный вариант с маркерами, однако на избирательные участки также отправляли и обычные маркеры, что приводило к путанице, и в результате некоторые люди помечались менее долговечными чернилами.
Во время малайзийских всеобщих выборов 2008 года избирательная комиссия отменила ввод меток избирателей за неделю до начала голосования, утверждая, что это было бы неэффективно, учитывая, что конституция разрешает голосовать, если человек отказался от нанесения метки, и что это могла бы исправить только конституционная поправка, которую мог принять только уже распущенный парламент. Кроме того, председатель комиссии сослался на доклады о ввозе избирательных чернил из соседнего Таиланда для саботирования выборов и массовом помечании избирателей до голосования, что автоматически лишало бы их возможности проголосовать. Оппозиция, в свою очередь, раскритиковала отмену меток избирателя, заявив, что это лишь усилит обман и совершенно расходится с прошлыми словами комиссии.
Во время зимбабвийских президентских выборов 2008 года появились сообщения о нападениях и избиениях тех, кто решил не голосовать, и что нападения совершались спонсируемыми правительством Мугабе бандами. Нападения совершались на тех, у кого не было метки на пальцах.
Во время парламентских выборов в Афганистане 2010 года члены движения "Талибан" распространяли ночные письма с угрозами отрезать любой палец, отмеченный меткой избирателя.
Во время малайзийских всеобщих выборов 2013 года, в свете первого в истории страны применения меток избирателя, голосующие сообщили, что чернила можно легко смыть обычной проточной водой, несмотря на заверения избирательной комиссии Малайзии в обратном.

## Международный опыт
Некоторые из стран, пользующиеся или пользовавшиеся во время выборов метками избирателя:
- Афганистан[9]
- Албания[10]
- Алжир[11]
- Азербайджан[12]
- Египет[13]
- Индия[14]
- Индонезия[15]
- Ирак[16]
- Пакистан[17]
- Ливан[18]
- Малайзия[19][20]
- Мьянма[21]
- Непал[22]
- Никарагуа[23]
- Перу[24]
- Филиппины[25]
- Сент-Китс и Невис[26]
- Южная Африка[27]
- Шри-Ланка[28]
- Судан[29]
- Сирия[30]
- Тунис[31]
- Турция[32]
- Венесуэла[33]